# Flipboard
Flipboard is een mobiele applicatie die nieuwsartikelen en sociale media met elkaar integreert in een magazine-achtige omgeving. De nieuwslezer is vergelijkbaar met andere magazine-applicaties zoals Zite, Feedly en Google Currents en is beschikbaar op Apples iOS, Google's Android en op Microsofts Windows Phone en Windows.

## Geschiedenis
De applicatie is ontwikkeld door Flipboard, Inc., een Amerikaans softwarebedrijf dat in 2010 door Mike McCue en Evan Doll werd opgericht. McCue en Doll kregen het idee voor de applicatie toen ze zich afvroegen hoe het internet eruit zou zien als het opnieuw ontworpen zou worden. Hieruit kregen ze een applicatie die sociale media met nieuwsartikelen in een tijdschrift-achtig formaat combineerde.

## Reacties
Apple vond de nieuwsapplicatie zo goed, dat ze het in 2010 bekroonden met de titel Apple's iPad App of the Year. Anderen daarentegen, vooral websites waar Flipboard haar informatie vandaan haalt, waren minder enthousiast. De websites dreigden met het blokkeren van Flipboard, als ze geen royalty's kregen voor de informatie. Flipboard besloot om toch de vergoedingen te betalen. Ook de Chinese overheid was niet blij met de applicatie, mede vanwege de sociale integratie met Twitter en Facebook. Daarom hadden ze besloten de nieuwslezer in China te verbieden. Flipboard heeft echter een deal met China gesloten en een speciale "Chinese" versie van Flipboard gemaakt.